# Neundorf (Saale-Orla-Kreis)
Neundorf település Németországban, azon belül Türingiában. Lakosainak száma 259 fő (2023. december 31.). Neundorf Görkwitz és Schleiz községekkel határos.

## Népesség
A település népességének változása:
| Lakosok száma | 278  | 279  | 271  | 259  | 262  | 259  |
|               | 2014 | 2017 | 2019 | 2021 | 2022 | 2023 |